# Еврасово
Еврасово — деревня в Череповецком районе Вологодской области.
Входит в состав Ягницкого сельского поселения, с точки зрения административно-территориального деления — в Большедворский сельсовет.
Расстояние по автодороге до районного центра Череповца — 137 км, до центра муниципального образования Ягницы — 17 км. Ближайшие населённые пункты — Остров, Шепелево, Никулино.
По переписи 2002 года население — 47 человек (21 мужчина, 26 женщин). Преобладающая национальность — русские (98 %).